# Povero cuore
Povero cuore (Sleeping Fires) è un film muto del 1917 diretto da Hugh Ford. Prodotto dalla Famous Players Film Company e distribuito dalla Paramount Pictures, la sceneggiatura - firmata dallo stesso regista - si basa su un soggetto di George Middleton. Aveva come interpreti Pauline Frederick, Thomas Meighan, Joseph W. Smiley, John Sainpolis, Maurice Steuart, Helen Dahl.

## Trama
Stanco della moglie Zelma, Edwin Bryce per poter vivere liberamente con l'amante cerca di costringere la moglie al divorzio, anche se lei vi si oppone per motivi religiosi. Ciò nonostante, l'uomo riesce nel suo intento mantenendo anche la custodia del figlio. Disperata, Zelma prima ricorre a un amico avvocato, David Gray, poi rapisce il bambino da casa. Bryce, furibondo, assume un detective per rapire a sua volta il figlio. Pazza di dolore, Zelma si reca dall'ex marito con una pistola nel tentativo di spaventarlo. Ma da Bryce ci sono anche Helen, l'amante, e Giles, il detective. Helen cerca di toglierle l'arma dalle mani. Nella colluttazione che ne segue, parte un colpo che uccide Bryce.
Zelma, accusata di aver ucciso l'ex marito, viene arrestata e sottoposta a processo per omicidio. David Gray, l'avvocato, riesce però ad ottenere una dichiarazione di Giles dalla quale risulta che il colpo è partito incidentalmente. Scagionata, Zelma inizia una nuova vita con il figlio e con David.

## Produzione
Il film fu prodotto dalla Famous Players Film Company.

## Distribuzione
Il copyright del film, richiesto dalla Famous Players Film Co., fu registrato l'11 aprile 1917 con il numero LP10558.

Distribuito dalla Paramount Pictures e dalla Famous Players-Lasky Corporation, il film - presentato da Daniel Frohman - uscì nelle sale cinematografiche statunitensi il 16 aprile 1917. In Francia, dove prese il titolo Pauvre coeur, fu distribuito il 24 febbraio 1922. In Italia, venne distribuito dalla Monat tra il 1922 e il 1923.
Non si conoscono copie ancora esistenti della pellicola che viene considerata presumibilmente perduta.

### Censura
Nella versione italiana vennero soppresse le didascalie "Dopo la partenza della moglie Edward Brice installa cinicamente in casa la sua amante" e "No, io voglio la mia mamma, la mia vera mamma".